# Synagoga w Gniewoszowie
Synagoga w Gniewoszowie – zbudowana w XIX wieku, przy ulicy Puławskiej. Podczas II wojny światowej hitlerowcy zdewastowali synagogę. Po wojnie budynek synagogi przebudowano na potrzeby ochotniczej straży pożarnej.
Murowany budynek synagogi wzniesiono na planie prostokąta. Podczas powojennej przebudowy synagoga zatraciła oryginalne cechy wystroju architektonicznego, w większości zmieniono układ okien oraz przekuto wielkie drzwi na wozy strażackie.